# Mohamed Hemmat
Mohamed Mahmud Hemmat (in arabo محمد محمود همت‎?; ... – 27 luglio 1973) è stato un pallanuotista egiziano.

## Biografia
Ha rappresentato l'Egitto ai Giochi olimpici estivi di Londra 1948 nel torneo di pallanuoto.